# Swartzia santanderensis
Swartzia santanderensis là một loài rau đậu thuộc họ Fabaceae.
Loài này chỉ có ở Colombia.